# Rivière-Verte
Pour les articles homonymes, voir Rivière Verte.
Rivière-Verte (parfois Green River en anglais) est un ancien village canadien situé dans le comté de Madawaska, au nord-ouest du Nouveau-Brunswick. Le 1er janvier 2023, il est fusionné avec la ville d'Edmundston.

## Toponymie
Le village est nommé ainsi d'après sa position sur la rivière Verte, elle-même possiblement nommée d'après le contraste avec la couleur de l'eau du fleuve Saint-Jean. Le bureau de poste et donc le village a porté le nom de Green River jusqu'en 1907. Le nom de Lynch lui est ensuite donné jusqu'en 1910, en l'honneur de la maitresse des postes Mary A. Lynch. Le village porte ensuite le nom de Green River Station jusqu'en 1935, où le nom est francisé en Rivière-Verte. Les anglophones appellent toujours couramment le village Green River.

## Géographie

Situation de Rivière-Verte dans le comté de Madawaska

Le village est situé dans le comté de Madawaska au confluent de la rivière Verte et du fleuve Saint-Jean à une distance de 15 km à l'est d'Edmundston tout près de la frontière américaine avec l'État du Maine vis-à-vis de la ville de Grand Isle dans le comté d'Aroostook. Le village a une superficie de 7 km2.
Rivière-Verte est généralement considérée comme faisant partie de l'Acadie, quoique l'appartenance des Brayons à l'Acadie fasse l'objet d'un débat.

## Histoire
En 1794, des Acadiens de la rivière Kennebecasis désirant échapper à la juridiction britannique font le voyage en canot jusqu’au site et fondent Rivière-Verte. Des scieries sont rapidement construites. En 1890, le village devient une mission de la paroisse de Saint-Basile; la première messe est célébrée la même année. Une chapelle est construite en 1910 à l'instigation d'un certain Dugal. La paroisse civile de Rivière-Verte est constituée en 1919. La paroisse religieuse de Rivière-Verte est érigée en 1923. La municipalité du comté de Madawaska est dissoute le 9 novembre 1966 et la paroisse de Rivière-Verte devient un district de services locaux; le village de Rivière-Verte en est séparé au même moment. L'école Mgr-Mathieu-Mazerolle est inaugurée en 1983. Rivière-Verte est l'une des localités organisatrices du Ve Congrès mondial acadien en 2014.
Le 1er janvier 2023, Rivière-Verte fusionne avec Edmundston, dans le cadre de la réforme territoriale de la province.

## Population et société

### Démographie
| 1981  | 1986 | 1991 | 1996 | 2001 | 2006 | 2011 |
| ----- | ---- | ---- | ---- | ---- | ---- | ---- |
| 1 054 | 978  | 988  | 929  | 856  | 798  | 744  |

| 2016 | - | - | - | - | - | - |
| ---- | - | - | - | - | - | - |
| 724  | - | - | - | - | - | - |

### Logement
Le village comptait 366 logements privés en 2006, dont 350 occupés par des résidents habituels. Parmi ces logements, 70,0 % sont individuels, 7,1 % sont jumelés, 0,0 % sont en rangée, 11,4 % sont des appartements ou duplex et 10,0 % sont des immeubles de moins de cinq étages. 80,0 % des logements sont possédés alors que 20,0 % sont loués. 81,4 % ont été construits avant 1986 et 11,4 % ont besoin de réparations majeures. Les logements comptent en moyenne 6,1 pièces et 0,0 % des logements comptent plus d'une personne habitant par pièce. Les logements possédés ont une valeur moyenne de 74 911 $, comparativement à 119 549 $ pour la province.

### Vie locale
L'école Mgr-Mathieu-Mazerolle accueille les élèves de la maternelle à la 8e année. C'est une école publique francophone faisant partie du district scolaire #3.
Rivière-Verte possède aussi un bureau de poste, une caserne de pompiers et un poste de la Gendarmerie royale du Canada. Ce dernier dépend du district 10, dont le bureau principal est situé à Grand-Sault. Le poste d'Ambulance Nouveau-Brunswick le plus proche est plutôt à Sainte-Anne-de-Madawaska. L'hôpital régional d'Edmundston dessert la région.
L'église Sacré-Cœur-de-Jésus est une église catholique romaine faisant partie du diocèse d'Edmundston.
Les francophones bénéficient du quotidien L'Acadie nouvelle, publié à Caraquet, ainsi qu'à l'hebdomadaire L'Étoile, de Dieppe. Ils ont aussi accès aux hebdomadaires Le Madawaska et La République, d'Edmundston. Les anglophones bénéficient des quotidiens Telegraph-Journal, publié à Saint-Jean, et The Daily Gleaner, publié à Fredericton.

## Économie
Entreprise Madawaska, membre du Réseau Entreprise, a la responsabilité du développement économique.
Il y a une succursale de la Caisse populaire Trois-Rives, basée à Edmundston et membre d'UNI Coopération financière.

## Politique et administration

### Commission de services régionaux
Rivière-Verte fait partie de la Région 1, une commissions de services régionaux (CSR) devant commencer officiellement ses activités le 1er janvier 2013. Rivière-Verte est représentée au conseil par son maire. Les services obligatoirement offerts par les CSR sont l'aménagement régional, la gestion des déchets solides, la planification des mesures d'urgence ainsi que la collaboration en matière de services de police, la planification et le partage des coûts des infrastructures régionales de sport, de loisirs et de culture; d'autres services pourraient s'ajouter à cette liste.

### Conseil municipal
Le conseil municipal était formé d'un maire et de quatre conseillers généraux, élus pour quatre ans.
Anciens conseils municipaux
Un conseil est formé à la suite des élections du 12 mai 2008. Le conseiller Percy Therrien est élu lors d'une élection partielle tenue le 26 octobre 2009. Les élections suivantes se tiennent le 14 mai 2012. Gino Couturier quitte le conseil municipal et une élection partielle a lieu le 28 octobre 2013 et Luc Levasseur l'emporte. Les élections ont ensuite lieu le 10 mai 2016 et enfin le 10 mai 2021.
| Mandat      | Fonctions            | Nom(s)                                                            |
| ----------- | -------------------- | ----------------------------------------------------------------- |
| 2012 - 2016 | Maire                | Michel Leblond                                                    |
| 2012 - 2016 | Conseillers généraux | Luc Levasseur, Alain Ouellette, Rinette Parent, Daniel St-Germain |

| Mandat      | Fonctions   | Nom(s)                                                    |
| ----------- | ----------- | --------------------------------------------------------- |
| 2008 - 2012 | Maire       | Michel Leblond                                            |
| 2008 - 2012 | Conseillers | Luc Cormier, Pierre A. Morin, Rinette Parent, Lorne Ward. |

| Période                                  | Période | Identité         | Étiquette | Qualité |
| ---------------------------------------- | ------- | ---------------- | --------- | ------- |
| 1969                                     | 19??    | Léopold Fournier |           |         |
| 19??                                     | 2001    | Clairmont Sirois |           |         |
| 2001                                     | 2008    | Mona Beaulieu    |           |         |
| 2008                                     | 2021    | Michel Leblond   |           |         |
| 2021                                     | 2022    | Lisa Parent      |           |         |
| Les données manquantes sont à compléter. |         |                  |           |         |

## Culture

### Langues
Selon la Loi sur les langues officielles, Rivière-Verte est officiellement francophone puisque moins de 20 % de la population parle l'anglais.

### Personnalités
- Audrey Côté Saint-Onge (1922 - 2008), personnalité culturelle et enseignante, née à Rivière-Verte ;
- Frederick Enoil Soucy (1922 -), homme politique, né à Rivière-Verte ;
- Gérald Clavette (1942 -), professeur et homme politique, né à Rivière-Verte ;
- Serge Patrice Thibodeau (1959 -), poète et essayiste, né à Rivière-Verte.

### Rivière-Verte dans la culture
Une scène du film Acadieman vs le CMA 2009 se passe dans le village.